# Puzhal-See
Der Puzhal-See (englisch Puzhal Lake, Tamil: புழல் ஏரி Puḻal Ēri [ˈpuɻəl ˈjeːɾi]) oder Red-Hills-See (englisch Red Hills Lake, Tamil: செங்குன்ற ஏரி Ceṅkuṉṟa Ēri [ˈseŋɡundrə ˈjeːɾi]) ist ein künstlicher See nahe Chennai (Madras), der Hauptstadt des indischen Bundesstaates Tamil Nadu.
Der Puzhal-See liegt im Taluk Ponneri des Distrikts Tiruvallur direkt nordwestlich von Chennai rund elf Kilometer vom Stadtzentrum entfernt. Im Osten und Süden grenzen die Chennaier Zonen Madhavaram und Ambattur an das Ufer des Puzhal-Sees. Seinen Namen trägt der See nach der Ortslage Puzhal am Ostufer.
Der Puzhal-See wurde zwischen 1868 und 1872 als Wasserreservoir angelegt. Seine Kapazität beträgt rund 93 Millionen Kubikmeter. Zusammen mit drei weiteren Wasserreservoirs, dem Chembarambakkam-See, dem Poondi-See und dem Cholavaram-See, übernimmt er den Großteil der Trinkwasserversorgung der Stadt. Der Puzhal-See wird durch den Cholavaram-See, gespeist, welches seinerseits über einen Kanal mit dem Korttalaiyar-Fluss verbunden ist. Dieser periodische Fluss führt nur während des Nordostmonsuns zwischen Oktober und Dezember in nennenswertem Maße Wasser, sodass die Notwendigkeit besteht, die Wassermassen zu speichern.